# 足達兼一郎
足達 兼一郎（あだち けんいちろう、1914年（大正3年）3月24日 - 1980年（昭和55年）2月11日）は、日本の政治家、旧鶴岡市第9代市長。栄典は、従六位・勲八等。

## 略歴
- 1914年（大正3年）3月24日 - 足達準蔵の長男として鶴岡（現・鶴岡市）に生れる。
- 1931年（昭和6年） - 山形県立鶴岡中学校（山形県立鶴岡南高等学校）卒業（同窓生に白井重麿がいた。）
- 中央大学法学部卒業
- 川口市役所勤務
- 1940年（昭和15年） - 鶴岡市役所勤務
- 庶務課長
- 税務課長
- 1956年（昭和31年） - 鶴岡市助役就任
- 1962年（昭和37年） - 鶴岡市長に当選（以後2期連続当選）
- 原敬句碑建設委員会が発足（発起人：尾形六郎兵衛）し会長
- 1963年（昭和38年）10月17日 - 原敬句碑建立除幕式に出席（碑文には9月17日）
- 1967年（昭和42年） - 山形県の企画局長をしていた白井重麿を招いて助役とする。
- 1970年（昭和45年）8月 - 同職任期満了
- 1980年（昭和55年）2月11日 - 死去。余目町の下朝丸墓地に墓がある。

## 叙位・叙勲
- 勲八等
- 1980年（昭和55年）2月11日 - 従六位
- 1980年（昭和55年）3月4日 - 特旨を以て位記を追賜